# Adenochlaena
Adenochlaena, maleni biljni rod iz porodice mlječikovki, dio reda malpigijolike, čije su dvije vrste rasprostranjene po Madagaskaru, Komorima i Šri Lanki.
Rod je opisan 1858.

## Vrste
1. Adenochlaena leucocephala Baill., Madagaskar, Komori
2. Adenochlaena zeylanica (Baill.) Thwaites, Šri lanka

## Sinonimi
- Centrostylis Baill.
- Niedenzua Pax